# Bonriki

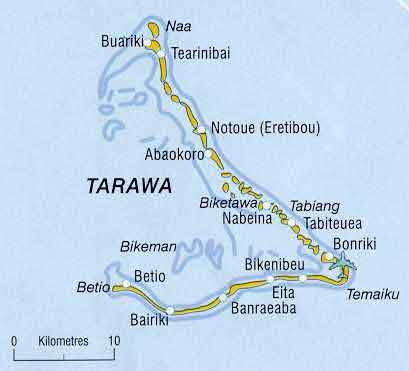
Mapa atolu Tarawa. Bonriki widoczne na wschodzie

Bonriki – osada i wysepka w Kiribati, na atolu Tarawa, w archipelagu Wysp Gilberta, na Ocenie Spokojnym; ma 2829 mieszkańców (2015).

## Zabudowania
Na wyspie leży jedna osada o tej samej nazwie. Znajduje się na niej także międzynarodowy port lotniczy Bonriki. W 2005 roku na wyspie Bonriki było 286 domów.

## Demografia
| Rok  | Ludność | Wg płci (łącznie) | Wg płci (łącznie) | Wg wieku i płci | Wg wieku i płci | Wg wieku i płci | Wg wieku i płci | Wg wieku i płci | Wg wieku i płci | Wg wieku i płci | Wg wieku i płci | Wg wieku i płci | Wg wieku i płci | Wg wieku i płci | Wg wieku i płci | Wg wieku i płci | Wg wieku i płci | Wg wieku i płci | Wg wieku i płci | Przypis |
| Rok  | Ludność | M                 | F                 | >1              | >1              | 1               | 1               | 2-5             | 2-5             | 6-14            | 6-14            | 15-17           | 15-17           | 18-49           | 18-49           | 50-69           | 50-69           | 70+             | 70+             | Przypis |
| Rok  | Ludność | M                 | F                 | M               | F               | M               | F               | M               | F               | M               | F               | M               | F               | M               | F               | M               | F               | M               | F               |         |
| ---- | ------- | ----------------- | ----------------- | --------------- | --------------- | --------------- | --------------- | --------------- | --------------- | --------------- | --------------- | --------------- | --------------- | --------------- | --------------- | --------------- | --------------- | --------------- | --------------- | ------- |
| 2005 | 2199    | 1036              | 1083              |                 |                 |                 |                 |                 |                 |                 |                 |                 |                 |                 |                 |                 |                 |                 |                 | [ 2 ]   |
| 2005 | 2199    | 1036              | 1083              |                 |                 |                 |                 |                 |                 |                 |                 |                 |                 |                 |                 |                 |                 |                 |                 | [ 2 ]   |
| 2010 | 2355    | 1157              | 1198              | 41              | 35              | 39              | 34              | 146             | 120             | 216             | 243             | 74              | 62              | 530             | 559             | 100             | 116             | 11              | 29              | [ 3 ]   |
| 2010 | 2355    | 1157              | 1198              | 76              | 76              | 73              | 73              | 266             | 266             | 459             | 459             | 136             | 136             | 1089            | 1089            | 216             | 216             | 40              | 40              | [ 3 ]   |
| 2015 | 2829    | 1411              | 1418              | 41              | 48              | 38              | 32              | 177             | 150             | 293             | 252             | 78              | 76              | 633             | 668             | 125             | 148             | 26              | 44              | [ 1 ]   |
| 2015 | 2829    | 1411              | 1418              | 89              | 89              | 70              | 70              | 327             | 327             | 545             | 545             | 154             | 154             | 1391            | 1391            | 273             | 273             | 70              | 70              | [ 1 ]   |